# László Cseh (zwemmer, 1985)

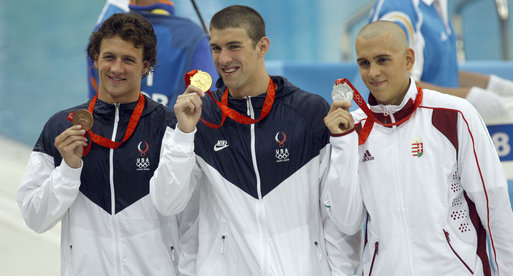
Cseh (rechts) met Ryan Lochte (links) en Michael Phelps tijdens de Spelen van 2008.

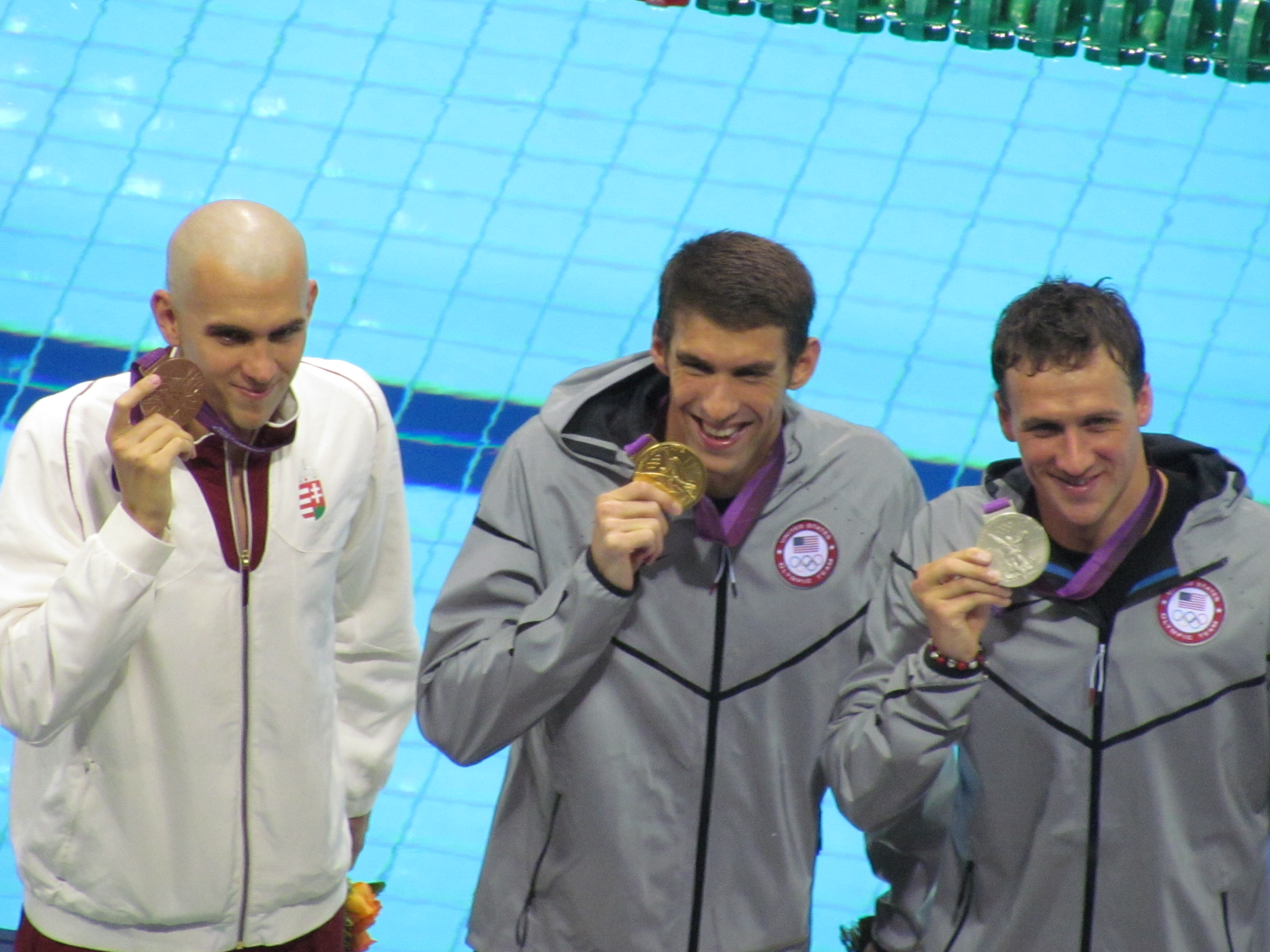
Cseh (links) met Michael Phelps (midden) en Ryan Lochte tijdens de Spelen van 2012.

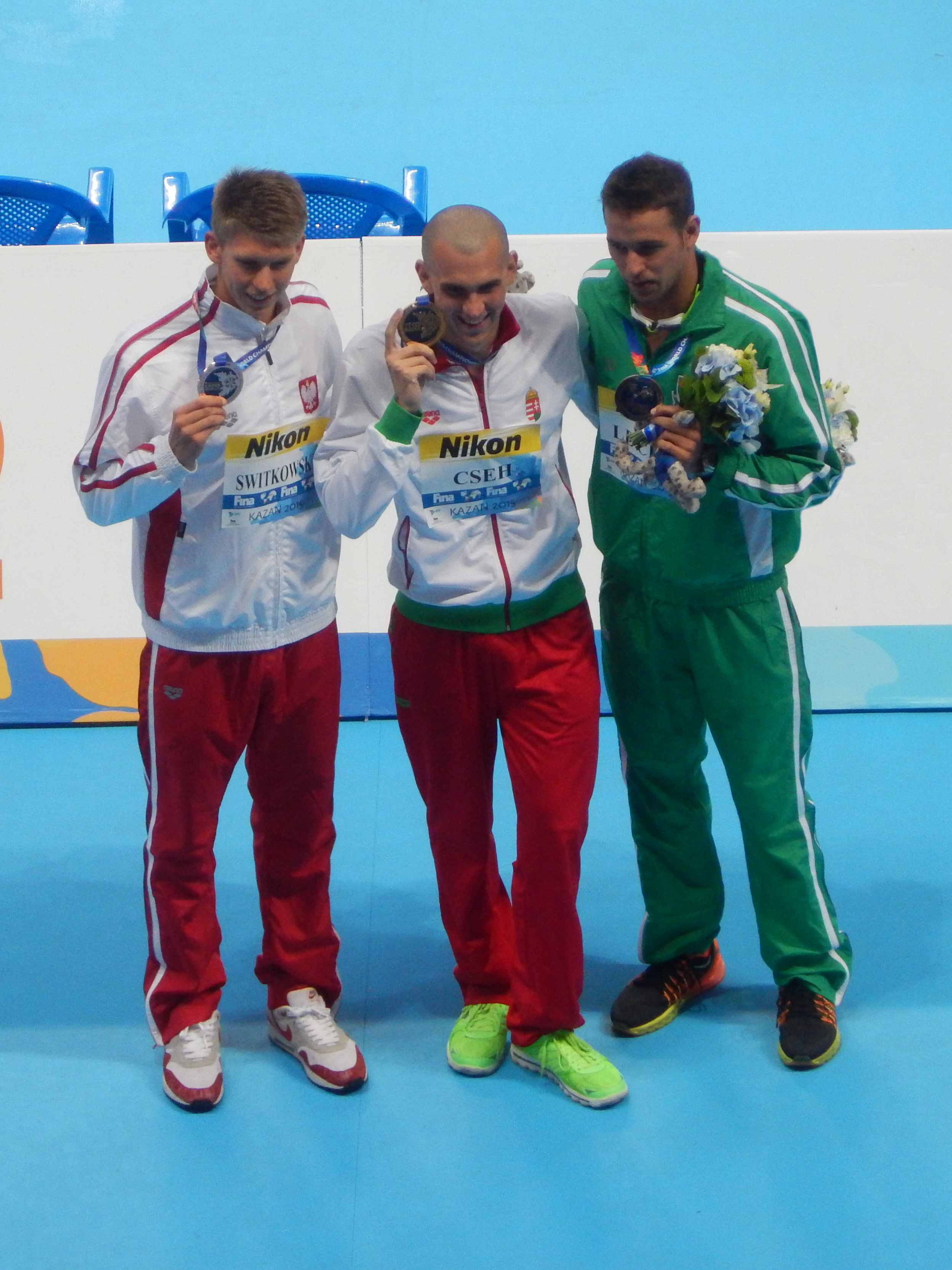
Cseh (midden) na het behalen van de wereldtitel op de 200 meter vlinderslag 2015.

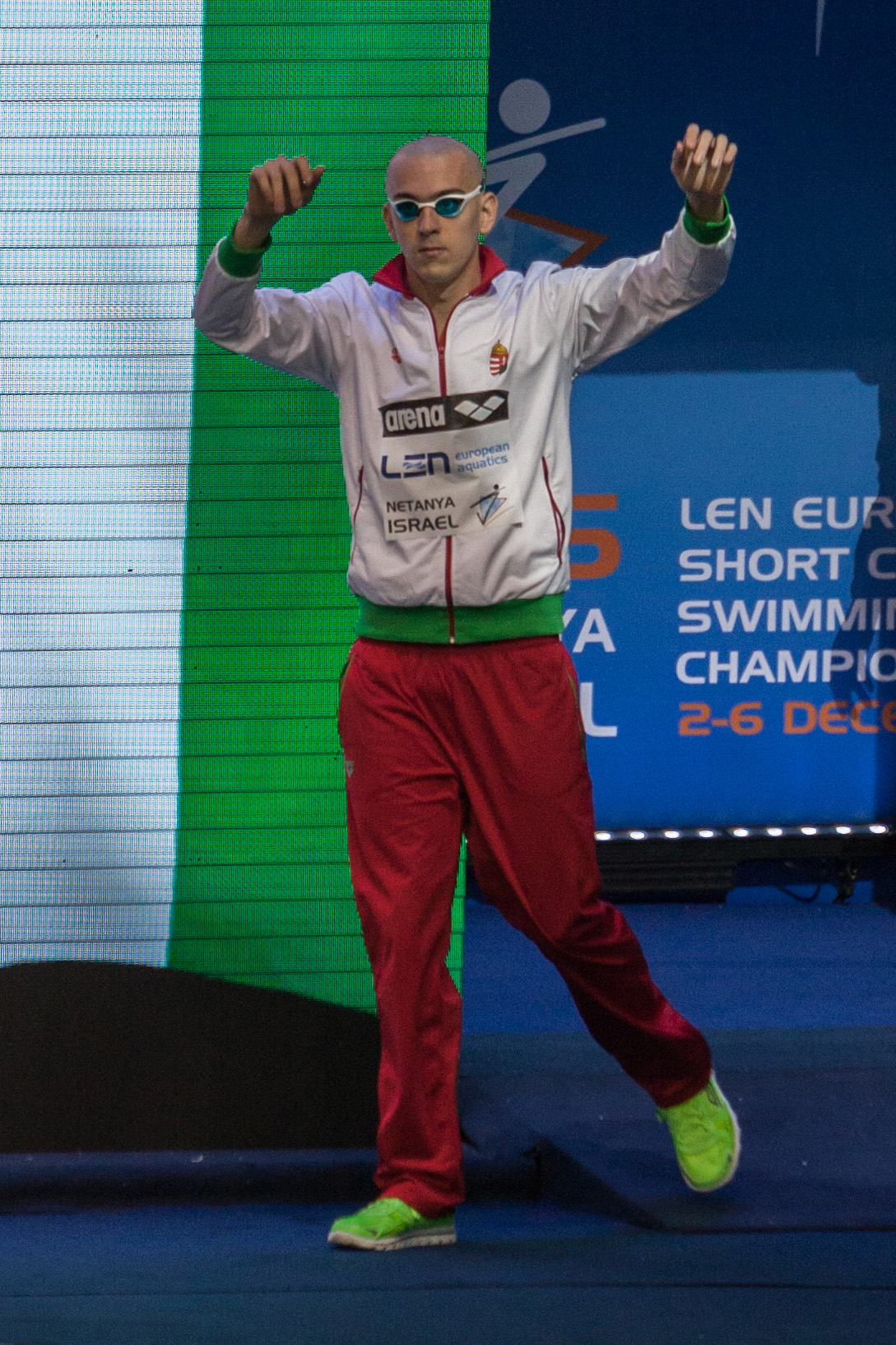
László Cseh tijdens de EK kortebaan 2015 in Netanja.

László Cseh (Boedapest, 3 december 1985) is een Hongaarse zwemmer. Hij vertegenwoordigde zijn vaderland op de Olympische Zomerspelen 2004 in Athene, de Olympische Zomerspelen 2008 in Peking, de Olympische Zomerspelen 2012 in Londen en op de Olympische Zomerspelen 2016 in Rio de Janeiro.

## Carrière
Bij zijn internationale debuut, op de Europese kampioenschappen zwemmen 2002 in Berlijn, strandde Cseh in de series van de 200 en de 400 meter vrije slag en de 400 meter wisselslag. Op de Europese kampioenschappen kortebaanzwemmen 2002 in Riesa sleepte de Hongaar de bronzen medaille in de wacht op de 400 meter wisselslag, op de 200 meter rugslag eindigde hij als zevende en op de 100 meter wisselslag werd hij uitgeschakeld in de series.
Tijdens de wereldkampioenschappen zwemmen 2003 in Barcelona veroverde Cseh de zilveren medaille op de 400 meter wisselslag, op de 100 meter rugslag eindigde hij als zevende en op de 200 meter rugslag strandde hij in de series. In Dublin nam de Hongaar deel aan de Europese kampioenschappen kortebaanzwemmen 2003, op dit toernooi legde hij beslag op de Europese titel op de 400 meter wisselslag. Op de 100 meter rugslag eindigde hij als vijfde en op de 200 meter rugslag als zesde.
Op de Europese kampioenschappen zwemmen 2004 in Madrid veroverde Cseh de Europese titels op de 100 meter rugslag en de 400 meter wisselslag, op de 200 meter vlinderslag eindigde hij als vijfde. Op de 4x100 meter wisselslag legde hij samen met Richard Bodor, Zsolt Gaspar en Attila Zubor beslag op de bronzen medaille. Tijdens de Olympische Spelen van 2004 sleepte de Hongaar de bronzen medaille in de wacht op de 400 meter wisselslag, op de 200 meter wisselslag eindigde hij als vierde en op de 100 meter rugslag bereikte hij de zesde plaats. Samen met Richard Bodor, Zsolt Gaspar en Attila Zubor eindigde hij als zevende op de 4x100 meter wisselslag. In de Oostenrijkse hoofdstad Wenen nam Cseh deel aan de Europese kampioenschappen kortebaanzwemmen 2004, op dit toernooi veroverde hij de gouden medaille op de 400 meter wisselslag, de zilveren medaille op de 200 meter wisselslag en de bronzen medaille op de 100 meter rugslag.

### 2005-2008
Een jaar later won hij in Montreal op de wereldkampioenschappen zwemmen 2005 brons op de 100 meter rugslag, zilver op de 200 meter wisselslag en goud op de 400 meter wisselslag. In de finale van de 200 meter wisselslag verbeterde Cseh met een tijd van 1:57.61 het Europees record dat stond op de naam van de Finse zwemmer Jani Sievinen. Het jaar 2005 kon niet op voor Cseh toen hij tijdens de Europese kampioenschappen kortebaanzwemmen 2005 in Triëst nog eens drie gouden medailles pakte en twee wereldrecords zwom. Op de 200 meter wisselslag verbeterde hij het wereldrecord tot een tijd van 1:53.46, terwijl hij op de 400 meter wisselslag hetzelfde deed, maar dan in een tijd van 4:00.37. Zijn derde gouden plak behaalde hij op de 100 meter rugslag door in 51.29 aan te tikken.
In zijn geboorteplaats, Boedapest, nam Cseh deel aan de Europese kampioenschappen zwemmen 2006, op dit toernooi veroverde hij de Europese titels op zowel de 200 als de 400 meter wisselslag. Op de 200 meter rugslag sleepte hij de zilveren medaille in de wacht en op de 100 meter rugslag eindigde hij als zesde, samen met Viktor Bodrogi, Richard Bodor en Attila Zubor eindigde hij als vijfde op de 4x100 meter wisselslag. Op de Europese kampioenschappen kortebaanzwemmen 2006 in Helsinki verdedigde de Hongaar met succes de Europese titel op de 200 meter wisselslag. op de 200 meter vlinderslag en de 400 meter wisselslag moest hij genoegen nemem met de zilveren medaille.
Tijdens de wereldkampioenschappen zwemmen 2007 in Melbourne sleepte Cseh de bronzen medaille in de wacht op de 200 meter wisselslag, op de 400 meter wisselslag eindigde hij als vierde en op de 200 meter vrije slag werd hij uitgeschakeld in de halve finales. In Debrecen, in zijn vaderland, nam de Hongaar deel aan de Europese kampioenschappen kortebaanzwemmen 2007, op dit toernooi veroverde hij de Europese titels op de 200 meter vlinderslag en de 200 en de 400 meter wisselslag.
Op de Europese kampioenschappen zwemmen 2008 in Eindhoven verdedigde de Hongaar met succes de Europese titels op de 200 en de 400 meter wisselslag, op de 400 meter vrije slag strandde hij in de series. Op de 4x200 meter vrije slag zwom hij enkel in de series. Tijdens de Olympische Zomerspelen van 2008 sleepte Cseh drie zilveren medailles in de wacht, op de 200 meter vlinderslag en de 200 en de 400 meter wisselslag. waarbij hij steeds achter Michael Phelps eindigde. Op alle drie de afstanden verbeterde hij het Europees record. In Rijeka nam Cseh deel aan de Europese kampioenschappen kortebaanzwemmen 2008, op dit toernooi strandde hij samen met Dániel Gyurta, Norbert Kovács en Krisztian Takacs in de series van de 4x50 meter wisselslag.

### 2009-2012
Op de wereldkampioenschappen zwemmen 2009 in de Italiaanse hoofdstad Rome sleepte Cseh de zilveren medaille in de wacht op de 200 meter wisselslag en de bronzen medaille op de 400 meter wisselslag, samen met Péter Bernek, Zoltán Pouazsay en Gergő Kis werd hij uitgeschakeld in de series van de 4x200 meter vrije slag. Aan het eind van het jaar nam hij deel aan de Europese kampioenschappen kortebaanzwemmen 2009 in Istanboel, op dit toernooi werd hij voor de vijfde maal Europees kortebaankampioen op de 400 meter wisselslag. Daarnaast eindigde hij als vierde op de 200 meter vrije slag, als zesde op de 200 meter vlinderslag en als zevende op de 200 meter wisselslag.
Tijdens de Europese kampioenschappen zwemmen 2010 in Cseh's geboorteplaats Boedapest werd de Hongaar voor de vierde maal op rij Europees kampioen op de 400 meter wisselslag, op de 200 meter wisselslag veroverde hij zijn derde titel in successie. Op de 4x100 meter vrije slag eindigde hij samen met Dominik Kozma, Krisztian Takács en Balázs Makany op de zesde plaats. Op de wereldkampioenschappen kortebaanzwemmen 2010 in Dubai sleepte Cseh de bronzen medaille in de wacht op de 200 meter vlinderslag en eindigde hij als zesde op de 400 meter wisselslag, op de 100 meter vlinderslag strandde hij in de halve finales en op de 200 meter wisselslag in de series.
In Shanghai nam Cseh deel aan de wereldkampioenschappen zwemmen 2011. Op dit toernooi sleepte hij de bronzen medaille in de wacht op de 200 meter wisselslag, daarnaast werd hij uitgeschakeld in de halve finales van zowel de 100 als de 200 meter vlinderslag en in de series van de 400 meter wisselslag. Tijdens de Europese kampioenschappen kortebaanzwemmen 2011 in Szczecin werd de Hongaar Europees kampioen op de 200 meter vlinderslag en zowel de 200 als de 400 meter wisselslag, op de 200 meter vrije slag legde hij beslag op het brons.
Op de Europese kampioenschappen zwemmen 2012 in Debrecen werd Cseh opnieuw Europees kampioen op zowel de 200 en 400 meter wisselslag, daarnaast werd hij ook nog Europees kampioen op de 200 meter vlinderslag en behaalde hij de zilveren medaille op de 100 meter vlinderslag. Samen met Dominik Kozma, Gergő Kis en Péter Bernek sleepte hij de bronzen medaille in de wacht op de 4x200 meter vrije slag, op de 4x100 meter wisselslag legde hij samen met Péter Bernek, Dániel Gyurta en Dominik Kozma beslag op de bronzen medaille. Samen met Dominik Kozma, Péter Bernek en Krisztian Takács eindigde hij als zevende op de 4x100 meter vrije slag. Tijdens de Olympische Zomerspelen van 2012 in Londen veroverde de Hongaar de bronzen medaille op de 200 meter wisselslag, daarnaast strandde hij in de halve finales van de 200 meter vlinderslag en in de series van de 400 meter wisselslag. Op de 4x100 meter wisselslag eindigde hij samen met Dániel Gyurta, Bence Pulai en Dominik Kozma op de vijfde plaats, samen met Dominik Kozma, Péter Bernek en Gergő Kis eindigde hij als achtste op de 4x200 meter vrije slag. In Chartres nam Cseh deel aan de Europese kampioenschappen kortebaanzwemmen 2012. Op dit toernooi prolongeerde hij zijn Europese titels op de 200 meter vlinderslag en zowel de 200 als de 400 meter wisselslag, op de 200 meter vrije slag strandde hij in de series. Op de wereldkampioenschappen kortebaanzwemmen 2012 in Istanboel veroverde de Hongaar de zilveren medaille op zowel de 200 meter vlinderslag als de 400 meter wisselslag, daarnaast behaalde hij de bronzen medaille op de 200 meter wisselslag en eindigde hij als achtste op de 100 meter vlinderslag.

### 2013-heden
Tijdens de wereldkampioenschappen zwemmen 2013 in Barcelona sleepte Cseh de zilveren medaille in de wacht op de 100 meter vlinderslag. Daarnaast eindigde hij als vijfde op de 200 meter wisselslag en werd hij uitgeschakeld in de halve finales van de 100 meter rugslag. Op de 4x100 meter wisselslag eindigde hij samen met Dániel Gyurta, Bence Pulai en Krisztian Takács op de zevende plaats. In Herning nam de Hongaar deel aan de Europese kampioenschappen kortebaanzwemmen 2013. Op dit toernooi eindigde hij als vierde op de 200 meter vlinderslag en als tiende op de 200 meter wisselslag. Samen met Dániel Gyurta, Katinka Hosszú en Evelyn Verrasztó eindigde hij als zesde op de gemengde 4x50 meter wisselslag.
Op de Europese kampioenschappen zwemmen 2014 in Berlijn werd Cseh voor de vijfde keer op rij Europees kampioen op de 200 meter wisselslag, op de 100 meter vlinderslag legde hij beslag op de bronzen medaille. Op de 4x100 meter wisselslag sleepte hij samen met Dániel Gyurta, Bence Pulai en Dominik Kozma de bronzen medaille in de wacht.
Tijdens de wereldkampioenschappen zwemmen 2015 in Kazan werd de Hongaar wereldkampioen op de 200 meter vlinderslag, daarnaast veroverde hij de zilveren medaille op de 100 meter vlinderslag en de bronzen medaille op de 50 meter vlinderslag. In Netanja nam Cseh deel aan de Europese kampioenschappen kortebaanzwemmen 2015. Op dit toernooi werd hij Europees kampioen op zowel de 100 als de 200 meter vlinderslag en op de 200 meter wisselslag.
Op de Europese kampioenschappen zwemmen 2016 in Londen behaalde de Hongaar de Europese titel op zowel de 100 als de 200 meter vlinderslag, op de 50 meter vlinderslag legde hij beslag op de zilveren medaille. Samen met Gabor Balog, Gabor Financsek en Richárd Bohus sleepte hij de bronzen medaille in de wacht op de 4x100 meter wisselslag. Tijdens de Olympische Zomerspelen van 2016 in Rio de Janeiro veroverde hij, ex aequo met Michael Phelps en Chad le Clos, de zilveren medaille op de 100 meter vlinderslag, op de 200 meter vlinderslag eindigde hij op de zevende plaats.

## Internationale toernooien
| Jaar | Olympische Spelen                                                                                         | WK langebaan                                                                       | WK kortebaan                                                                       | EK langebaan | EK kortebaan                                                                               |
| ---- | --- | ---------------------------------------------------------------------------------- | ---------------------------------------------------------------------------------- | --- | ------------------------------------------------------------------------------------------ |
| 2002 | |                                                                                    | geen deelname                                                                      | 18e 200m vrije slag 21e 400m vrije slag 11e 400m wisselslag                                                     | 7e 200m rugslag · 18e 100m wisselslag · 400m wisselslag                                    |
| 2003 | | 7e 100m rugslag · 13e 200m rugslag · 400m wisselslag                               |                                                                                    | | 5e 100m rugslag · 6e 200m rugslag · 400m wisselslag                                        |
| 2004 | 6e 100m rugslag · 4e 200m wisselslag · 400m wisselslag · 7e 4x100m wisselslag                             |                                                                                    | geen deelname                                                                      | 100m rugslag · 5e 200m vlinderslag · 400m wisselslag · 4x100m wisselslag                                        | 100m rugslag · 200m wisselslag · 400m wisselslag                                           |
| 2005 | | 100m rugslag · 200m wisselslag · 400m wisselslag                                   |                                                                                    | | 100m rugslag · 200m wisselslag · 400m wisselslag                                           |
| 2006 | |                                                                                    | geen deelname                                                                      | 6e 100m rugslag · 200m rugslag · 200m wisselslag · 400m wisselslag · 5e 4x100m wisselslag                       | 200m vlinderslag · 200m wisselslag · 400m wisselslag                                       |
| 2007 | | 15e 200m vrije slag · 200m wisselslag · 4e 400m wisselslag                         |                                                                                    | | 200m vlinderslag · 200m wisselslag · 400m wisselslag                                       |
| 2008 | 200m vlinderslag · 200m wisselslag · 400m wisselslag                                                      |                                                                                    | geen deelname                                                                      | 17e 400m vrije slag · 200m wisselslag · 400m wisselslag · 8e 4x200m vrije slag · Cseh zwom enkel in de series   | 11e 4x50m wisselslag                                                                       |
| 2009 | | 200m wisselslag · 400m wisselslag · 9e 4x200m vrije slag                           |                                                                                    | | 4e 200m vrije slag · 6e 200m vlinderslag · 7e 200m wisselslag · 400m wisselslag            |
| 2010 | |                                                                                    | 11e 100m vlinderslag · 200m vlinderslag · 10e 200m wisselslag · 6e 400m wisselslag | 200m wisselslag · 400m wisselslag · 6e 4x100m vrije slag                                                        | geen deelname                                                                              |
| 2011 | | 9e 100m vlinderslag · 12e 200m vlinderslag · 200m wisselslag · 22e 400m wisselslag |                                                                                    | | 200m vrije slag · 200m vlinderslag · 200m wisselslag · 400m wisselslag                     |
| 2012 | 12e 200m vlinderslag · 200m wisselslag · 9e 400m wisselslag · 8e 4x200m vrije slag · 5e 4x100m wisselslag |                                                                                    | 8e 100m vlinderslag · 200m vlinderslag · 200m wisselslag · 400m wisselslag         | 100m vlinderslag · 200m vlinderslag · 200m wisselslag · 400m wisselslag · 4x200m vrije slag · 4x100m wisselslag | 9e 200m vrije slag · 200m vlinderslag · 200m wisselslag · 400m wisselslag                  |
| 2013 | | 13e 100m rugslag · 100m vlinderslag · 5e 200m wisselslag · 7e 4x100m wisselslag    |                                                                                    | | serie 100m vlinderslag 4e 200m vlinderslag 10e 200m wisselslag 5e 4x50m wisselslag gemengd |
| 2014 | |                                                                                    | geen deelname                                                                      | 100m vlinderslag · 200m wisselslag · 4x100m wisselslag                                                          |                                                                                            |
| 2015 | | 50m vlinderslag · 100m vlinderslag · 200m vlinderslag                              |                                                                                    | | 100m vlinderslag · 200m vlinderslag · 200m wisselslag                                      |
| 2016 | 100m vlinderslag · 7e 200m vlinderslag                                                                    |                                                                                    | geen deelname                                                                      | 50m vlinderslag · 100m vlinderslag · 200m vlinderslag · serie 200m wisselslag · 4x100m wisselslag               |                                                                                            |
| 2017 | | 11e 50m vlinderslag · 5e 100m vlinderslag · 200m vlinderslag                       |                                                                                    | | geen deelname                                                                              |
| 2018 | |                                                                                    | geen deelname                                                                      | 9e 50m vlinderslag 8e 100m vlinderslag serie 200m vlinderslag 5e 4x100m wisselslag Cseh zwom enkel in de series |                                                                                            |
| 2019 | | 32e 50m vlinderslag 10e 100m vlinderslag 10e 200m wisselslag                       |                                                                                    | | geen deelname                                                                              |

## Persoonlijke records
Bijgewerkt tot en met 21 mei 2016

### Kortebaan
| Afstand          | Tijd    | Datum            | Plaats    |
| ---------------- | ------- | ---------------- | --------- |
| 200m vrije slag  | 1.41,64 | 13 december 2009 | Istanboel |
| 100m rugslag     | 51,29   | 11 december 2005 | Triëst    |
| 200m rugslag     | 1.53,42 | 11 december 2003 | Dublin    |
| 200m vlinderslag | 49,33   | 3 december 2015  | Netanja   |
| 200m vlinderslag | 1.49,00 | 6 december 2015  | Netanja   |
| 200m wisselslag  | 1.51,36 | 4 december 2015  | Netanja   |
| 400m wisselslag  | 3.57,27 | 11 december 2009 | Istanboel |

### Langebaan
| Afstand          | Tijd    | Datum            | Plaats    |
| ---------------- | ------- | ---------------- | --------- |
| 200m vrije slag  | 1.45,78 | 31 juli 2009     | Rome      |
| 100m rugslag     | 53,40   | 4 augustus 2012  | Londen    |
| 200m rugslag     | 1.56,69 | 5 augustus 2006  | Boedapest |
| 100m vlinderslag | 50,86   | 21 mei 2016      | Londen    |
| 200m vlinderslag | 1.52,70 | 13 augustus 2008 | Peking    |
| 200m wisselslag  | 1.55,18 | 29 juli 2009     | Rome      |
| 400m wisselslag  | 4.06,16 | 10 augustus 2008 | Peking    |